# 마리아나 빅토리아 데 에스파냐 왕녀

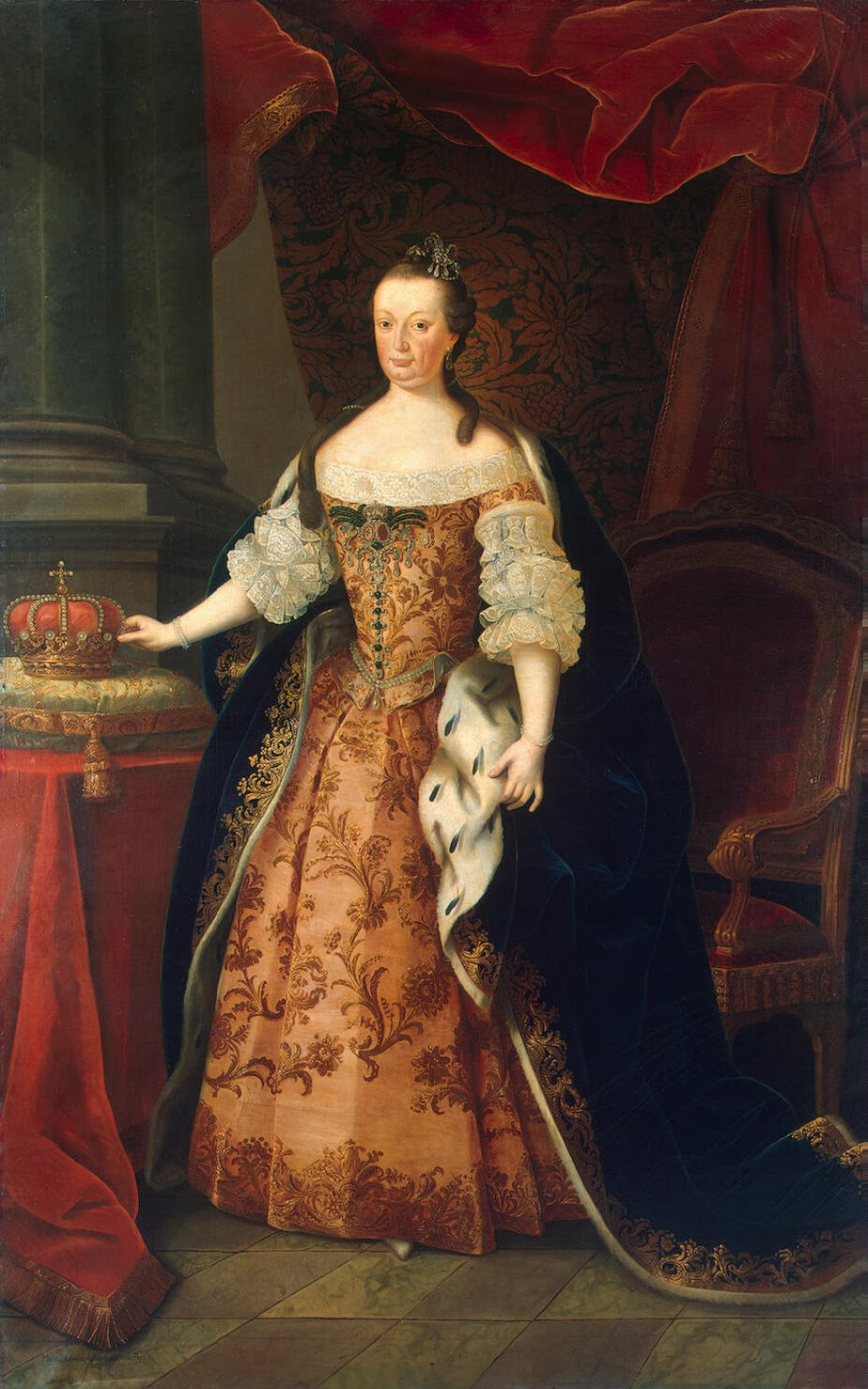
마리아나 빅토리아

스페인의 마리아나 빅토리아(포르투갈어: Mariana Vitória de Bourbon, 1716년 3월 31일 ~ 1781년 1월 15일)는 포르투갈 국왕 주제 1세의 왕비이다. 스페인에서는 마리안나 빅토리아(스페인어: Mariana Victoria de Borbón y Farnesio)로 불린다.

## 생애

### 루이 15세의 약혼자
마리아나 빅토리아는 스페인 국왕 펠리페 5세와 그의 두 번째 왕비 이사벨 디 파르네시오의 장녀로 태어났다. 그녀의 이름은 할머니 마리아 아나 폰 바이에른 선제후녀에서 따와 붙여진 것으로, 마리아나 빅토리아는 어머니가 가장 총애하던 딸이었다. 그녀가 태어난 지 몇 년 후, 스페인과 프랑스는 전쟁으로 악화된 양국의 관계수복을 위해 혼담을 추진했고 그 결과로 마리아나 빅토리아는 사촌오빠이자 프랑스의 왕태자였던 루이(훗날의 루이 15세)와, 마리아나 빅토리아의 오빠 루이스는 당시 프랑스의 섭정이었던 오를레앙 공 필리프 2세의 딸 루이즈 엘리자베트와의 약혼이 결정되었다. 1721년 3월 2일 마리아나 빅토리아는 파리에 도착했고 루브르 궁전에서 살게 되었다. 마리아나 빅토리아가 루이 14세의 서녀 마리 안 드 부르봉의 보살핌을 받으며 자라는 동안 루이 15세는 친정을 할 수 있는 나이가 되었다. 그러나 오를레앙 공 필리프 2세의 사후 재상을 맡고 있던 콩데 공작 루이 4세 앙리는 루이 15세에 대한 영향력을 강화하기 위해 자신의 여동생을 왕비로 추대하기로 마음먹고 있었다. 한편 스페인으로 시집갔던 오를레앙의 루이즈 엘리자베트는 남편을 잃고 홀로 스페인 궁정에 남아 있었고, 스페인은 그녀와 그녀의 여동생 필리핀 엘리자베트를 프랑스로 돌려보냈다. 1725년 처음 프랑스에 왔을 때와 마찬가지로 마리아나 빅토리아는 루이즈 엘리자베트와 교환되어 스페인으로 돌려보내졌다.

### 포르투갈의 왕비
이 일은 스페인 왕실의 자존심에 큰 상처를 입혔고 왕실에서는 마리안나 빅토리아의 새로운 결혼 상대의 물색에 나섰다. 1727년 포르투갈 왕국과의 결혼 협상이 시작되어 마리아나 빅토리아는 포르투갈의 왕태자 주제와, 그녀의 이복오빠인 아스투리아스 공 페르난도는 주제의 누나이자 포르투갈의 공주 바르바라와 결혼하기로 결정되었다. 1729년 1월 19일 마리아나 빅토리아는 주제와 결혼했다. 두 사람은 사냥과 예술을 좋아한다는 공통된 취미가 있었다. 마리아 빅토리아는 여덟 명의 아이를 낳았고 그 중 넷이 살아남았다. 딸들에게 프랑스의 왕족으로부터 혼담이 들어왔을 때 마리아 빅토리아는 이를 모두 거절했다. 1750년 시아버지 주앙 5세가 죽자 마리아나 빅토리아는 포르투갈의 왕비가 되었다.

## 자녀
성인이 될 때까지 살아남은 마리아나 빅토리아의 자녀들은 모두 공주들뿐이었기 때문에 주제 1세의 뒤를 이어 포르투갈의 왕위는 딸 마리아가 마리아 1세로 즉위했다. 마리아나 빅토리아는 1774년부터 3년간 포르투갈의 섭정을 맡았다.
- 마리아 1세(1734년 - 1816년): 숙부인 페드루 3세와 결혼하여 공동으로 왕위를 이었다.
- 마리아나 프란시스카 (1736년 - 1813년) : 프랑스 루이 15세의 후계자 도팽 루이 페르디낭의 신부 후보였으나 마리아나 빅토리아 왕비가 혼담을 거부하여 독신으로 사망함.
- 도로테이아(1739년 - 1771년) : 오를레앙 공작 루이 필리프 조셉(프랑스 국왕 루이 필리프 1세의 아버지)의 신부 후보였으나 결혼을 거절하고 독신으로 사망함.
- 베네디타(1746년 - 1829년) : 왕세자 주세와 결혼했으나 자녀는 없음.

| 전임 오스트리아의 마리아 아나 | 포르투갈 왕비 1750년 7월 31일 ~ 1777년 2월 24일 | 후임 스페인의 카를로타 조아퀴나 |